# Waldemar Wappenhans
Waldemar Wappenhans (* 21. Oktober 1893 in Berlin; † 2. Dezember 1967 in Hannover) war ein deutscher SS-Gruppenführer, Generalleutnant der Polizei sowie SS- und Polizeiführer (SSPF).

## Werdegang
Wappenhans, Sohn des Professors Friedrich Wappenhans, besuchte ab 1902 eine Kadettenschule in Karlsruhe und danach die Hauptkadettenanstalt in Berlin-Lichterfelde. Anfang Juli 1914 wurde Wappenhans zum Leutnant befördert.

## Erster Weltkrieg
Nach Ausbruch des Ersten Weltkrieges war Wappenhans Angehöriger des 5. Badischen Infanterie-Regiment Nr. 113 und wurde ab September 1914 Bataillonsadjutant im Infanterie-Regiment 239. Aufgrund einer Granatsplitterverletzung kam Wappenhans im April 1915 ins Lazarett, wo er bis zum Januar 1916 verblieb. Nach seiner Entlassung aus dem Lazarett wurde er zur Fliegertruppe versetzt und bei der Beobachter-Feld-Fliegerabteilung 55 ausgebildet. Nach einer erneuten Verwundung im Dezember 1916 folgte bis zum März 1917 ein weiterer Lazarettaufenthalt. Danach war er als Pilot bei der Fliegerabteilung 300 „Pasha“ und 305 in Palästina eingesetzt. Im September 1918 wurde er noch Führer der Schlachtstaffel 27 an der Westfront.

## Zeit der Weimarer Republik
Nach Kriegsende war Wappenhans beim Grenzschutz in Schlesien eingesetzt und verließ 1923 im Rang eines Oberleutnants die Armee. Im Oktober 1923 erfolgte seine Heirat. Anschließend war er Volontär bei der Firma Halpaus-Zigaretten und wurde dort schließlich Niederlassungsleiter in Danzig. Später wurde er Vertreter für Danziger Goldwasser. Er gehörte der deutsch-nationalen Loge Einigkeit an und fungierte als Vorsitzender des Danziger Luftfahrtvereins. Über Werner Lorenz machte Wappenhans Anfang 1930 Bekanntschaft mit dem Reichsführer SS Heinrich Himmler. Daraufhin trat er am 1. Februar 1931 der NSDAP (Mitgliedsnummer 465.090) und SS (Mitgliedsnr. 22.924) bei.
Zeitgleich wurde er Stabsführer des SS-Abschnittes Danzig bis November 1931. Danach war er bei dem SS-Abschnitt VII in Danzig eingesetzt und leitete diesen von Februar 1932 bis September 1932. Von September 1932 bis zum 1. April 1933 war er Kommandant der 19. SS-Standarte „Westfalen-Nord“. Im März 1933 wurde er in den Preußischen Landtag gewählt, dem er bis zur Auflösung der Körperschaft im Oktober 1933 angehörte.

## Zeit des Nationalsozialismus
Von April 1933 bis Dezember 1933 war er Kommandant der SS-Standarte „Weser“ und danach bis Ende Oktober 1934 Kommandant der SS-Standarte „Ostfriesland“. Danach war er Führer zur besonderen Verwendung im SS-Oberabschnitt „Nordost“. 27.9.1934 zum Kommandant des Konzentrationslagers Dachau ernannt, 6.10.1934 Aufhebung der
Verfügung. Ab Anfang April 1935 wurde er Kommandant des SS-Abschnitts IX in Würzburg. Nachdem er sich 1930 von seiner Ehefrau hatte scheiden lassen, heiratete er 1935 erneut; aus der Ehe gingen zwei Söhne und vier Töchter hervor.
Wappenhans traf 1935 den ihm aus der Kadettenschule Karlsruhe bekannten Hermann Göring wieder und kam so im Januar 1936 wieder zur Luftwaffe. Wappenhans wurde zum Offizier der Luftwaffe und absolvierte von Anfang März 1937 bis Mitte April 1937 eine Übung bei der Aufklärungsgruppe Nr. 127. Zudem führte er ab April 1938 den SS-Abschnitt XVII in Augsburg und war ab Mai 1938 Stabsführer des SS-Oberabschnitts „Ostsee“. Ab November 1938 war er Führer des SS-Abschnitts XXXIII in Schwerin bis zum 1. Januar 1942.

## Zweiter Weltkrieg
Nach Ausbruch des Zweiten Weltkrieges war er Leiter der „Fernaufklärung England“ (4. (F)/122 mit Sitz in Goslar bis Ende November 1940. Da er aufgrund einer Herzmuskelschwäche nur als Ausbilder bei der Luftwaffe tätig werden konnte, bewarb er sich wieder um den aktiven SS-Dienst. Danach absolvierte er einen Polizei-Lehrgang im Hauptquartier der Ordnungspolizei, wo er bis Anfang September 1941 tätig war.
Vom 4. September 1941 bis 1. September 1942 war er SS- und Polizeiführer (SSPF) in Wolhynien-Brest-Litovsk und anschließend bis April 1943 SSPF Nikolajew und zudem vom 4. Oktober 1942 bis Oktober 1943 SSPF Dnjepropetrowsk-Krivoi-Rog. In dieser Funktion kündigte er an:

„Die Aktionen werden so durchgeführt, daß die Umsiedlungen in den Kreisgebietshauptstädten und den Rayons möglichst gleichzeitig erfolgen. Ich bemerke, dass bei dem Umfang der Großaktionen einige Zwischenfälle unvermeidlich sein werden und dass die gleichwohl erfolgte bisherige reibungslose Abwicklung umso beachtlicher erscheint.“

In Wolhynien wurden die jüdischen Gemeinden ausgelöscht, im September 1942 beispielsweise erschoss die SS in Wolodymyr-Wolynskyj 13.500 jüdische Ghettobewohner. Insgesamt fielen den Massakern in Wolhynien von Mai bis Dezember 1942 rund 160.000 Juden zum Opfer.
Ab Oktober 1943 war Wappenhans als SSPF zur besonderen Verwendung beim Höheren SSPF „Ukraine“ Hans-Adolf Prützmann und war dort Kommandant einer Kampfgruppe bis Januar 1944. Danach war er krankheitsbedingt beurlaubt, in einem Untersuchungbefund vom April 1944 heißt es:

„Er macht einen erregten und erschöpften Eindruck. […] Ich glaube, es ist ärztlicherseits dringend notwendig, dass er einmal innerlich zur Ruhe kommt und sich wieder einfängt.“

Im Januar 1945 wurde Wappenhans zu Generalfeldmarschall Walter Model an die Westfront versetzt.
Gegen Kriegsende erhielt er den Befehl, sich nach Berlin durchzuschlagen. Wappenhans desertierte und gelangte nach Hahnenklee, wo seine Familie wohnte.

## Nach Kriegsende
Unter dem falschen Namen „Hans Seemann“ arbeitete Wappenhans als Landarbeiter und bewarb sich im September 1945 erfolgreich bei der britischen Property Control für eine Stelle als Beauftragter für beschlagnahmte Vermögen ehemaliger Nationalsozialisten im Landkreis Hannover.
Im November 1949 wurde Wappenhans enttarnt, jedoch durch den britischen Intelligence Service vor der Verhaftung durch die Kriminalpolizei Hannover geschützt. Er erhielt neue Papiere auf seinen richtigen Namen und wurde von Vernehmern des Intelligence Service bei Herford über die Partisanenbekämpfung in Russland und über die Feindbekämpfung in Deutschland verhört. Wappenhans legte seine Aussagen schriftlich auf 75 maschinengeschriebenen Seiten nieder. Er leugnet darin die Kenntnis von Judenerschießungen, erst später hätte er dieses in Russland mitbekommen und sich dann darüber beschwert, da dies ohne sein Wissen geschehen sei. Danach musste er sich vor dem Spruchgericht in Bielefeld im Rahmen der Entnazifizierung verantworten. Anschließend war er bei dem Kaffee-Importeur Heimbs & Co. in Braunschweig tätig, seine Ehefrau war eine geborene Heimbs, Carl Heimbs war 1932 ein Förderer der Einbürgerung Adolf Hitlers gewesen.
Wappenhans starb Anfang Dezember 1967 in Hannover.

## Auszeichnungen
| Wappenhans Armee- und SS-Ränge | Wappenhans Armee- und SS-Ränge                   |
| Datum                          | Rang                                             |
| ------------------------------ | ------------------------------------------------ |
| Juli 1914                      | Leutnant                                         |
| 1923                           | Oberleutnant                                     |
| Juli 1932                      | SS-Sturmbannführer                               |
| Dezember 1932                  | SS-Standartenführer                              |
| November 1934                  | SS-Oberführer                                    |
| Mai 1937                       | Hauptmann der Reserve                            |
| Oktober 1940                   | Major der Reserve                                |
| September 1941                 | SS-Brigadeführer und Generalmajor der Polizei    |
| November 1943                  | SS-Gruppenführer und Generalleutnant der Polizei |

- Eisernes Kreuz (1914) II. und I. Klasse
- Ritterkreuz des Königlichen Hausordens von Hohenzollern mit Schwertern im Jahr 1918
- Ritterkreuz des Ordens vom Zähringer Löwen II. und I. Klasse mit Schwertern
- Verwundetenabzeichen (1918) in Silber
- Eiserner Halbmond
- Schlesischer Adler II. und I. Stufe
- Preußisches Fliegerbeobachterabzeichen
- Beobachterabzeichen im Jahr 1938
- Spange zum Eisernen Kreuz II. und I. Klasse
- Kriegsverdienstkreuz (1939) II. Klasse im Jahr 1942
- Kriegsverdienstkreuz (1939) I. Klasse im Jahr 1943
- Ehrendegen des Reichsführers SS
- Totenkopfring der SS
- SS-Dienstauszeichnungen